# Lo Bosworth
Lauren "Lo" Bosworth (födelsenamn Lauren Ogilvie Bosworth), oftast bara Lo, född 29 september 1986 i Laguna Beach, Kalifornien. Lauren är ett känt amerikansk societetslejon och tv-personlighet. Hon har medverkat bland annat i Laguna Beach: The Real Orange County & The Hills.
Hon är mest känd för att vara en av de viktigaste personerna i MTV verklighetsserie Laguna Beach: The Real Orange County säsong 1, och senare i spinoff-showen, The Hills, som följer hennes bästa vän Lauren Conrad i hennes personliga och yrkesmässiga liv där hon driver en karriär inom modeindustrin.